# Les dieux s'amusent
Pour plus de détails, voir Fiche technique et Distribution.
Les dieux s'amusent est un film franco-allemand réalisé par Reinhold Schünzel et Albert Valentin, sorti en 1935.
Comme nombre de films produits par la UFA à cette époque, il a été tourné simultanément avec une version allemande, Amphitryon, réalisé par Reinhold Schünzel et sorti la même année.
Il est adapté des pièces de Plaute, de Molière et de Kleist.

## Synopsis
Les femmes de Thèbes sont désespérées : Quand leurs maris vont-ils rentrer de la guerre contre la Béotie ? Bien qu'Alcmène semble plus optimiste que les autres habitants, elle est aussi plus chagrinée : elle prie Jupiter de mettre fin rapidement à la guerre. Mais le dieu dort profondément et n'entend pas d'abord l'appel à l'aide, il est réveillé par le bruit des patins de Mercure. Alors que Mercure rejette les gens, Jupiter prend soin d'Alcmène. Il aimerait apparaître dans sa divinité, estimant qu'il tient son épouse Junon sous sa coupe. Il prétend devoir aller à Thèbes pour soigner en cure un mal de dos alors qu'elle lui fait remarquer que les meilleurs médecins se trouvent à Sparte. Par ailleurs, il demande à Mercure de l'accompagner, ce qui le surprend.
Jupiter et Mercure arrivent discrètement sur Terre et vont à Thèbes, où ils voient que leurs statues sont adorées par les femmes, mais pas de la même façon, Mercure est aimé pour son corps jeune et musclé. La chevelure de la statue de Jupiter est à moitié chauve. Les premières avances de Jupiter pour Alcmène échouent. Pendant ce temps, la hargneuse et dominante Andria, la servante d'Alcmène, se laisse aborder par Mercure, parce que son mari, Sosie, qui se trouve avec Jupiter, est un buveur notoire. Mercure demande de la laisser lui offrir un chapeau.
Puisque Alcmène est amoureuse de son mari Amphitryon, Jupiter décide de se faire passer pour lui. Mercure fait de même avec moins d'enthousiasme. Les deux se rendent auprès de leurs « épouses ». Mercure fait face aux reproches d'Andria qui rêve de ce chapeau qu'on lui a proposé alors que son mari est un bon à rien. De son côté, Jupiter espère rapidement avoir une nuit d'amour avec Alcmène. Mais elle lui fait boire du muscat de Samos, la boisson préférée d'Amphitryon, que Jupiter déteste. Il se couche auprès d'elle mais a la gueule de bois. Andria, elle, est étonnée que son mari ne boit plus et veut se laver.
Le lendemain matin, le vrai Sosie rentre à la maison. Il trouve Mercure à sa place et est arrêté par le vrai Amphitryon qui le croit ivre de bon matin. Amphitryon est à son tour surpris, il n'est pas reçu avec tant de joie. Alcmène n'a pas aimé qu'il boive autant la veille. Amphitryon soupçonne un rival d'avoir profité de la mésentente sur le retour et prend un avocat qui n'est rien d'autre que Jupiter. Pendant qu'Amphitryon cherche les preuves d'un adultère, Jupiter revient vers Alcmène en espérant passer à l'acte avec elle. Mais il attrape froid, le médecin lui ordonne de rester au lit.
Junon s'aperçoit de l'infidélité et va au palais d'Alcmène. Elle démystifie son mari qui revient tout penaud. Amphitryon, à son tour, reconnaît que Alcmène lui a toujours été fidèle et se réconcilie avec elle. Sosie connaît également une fin heureuse : Mercure lui offre le chapeau que désirait Andria qui se réconcilie avec son vrai mari.

## Fiche technique
- Titre : Les dieux s'amusent
- Réalisation : Reinhold Schünzel et Albert Valentin
- Scénario : Reinhold Schünzel
- Dialogues : Serge Véber
- Direction artistique : Robert Herlth, Walter Röhrig
- Costumes : Rochus Gliese, Manon Hahn, Walter Schulze-Mittendorff
- Photographie : Fritz Arno Wagner, Werner Bohne (de)
- Son : Fritz Thiery
- Montage : Arnfried Heyne
- Musique : Franz Doelle (de)
- Production : Günther Stapenhorst, W. Schmidt, Raoul Ploquin
- Société de production : UFA, Alliance cinématographique européenne (ACE)
- Société de distribution : ACE
- Pays d'origine :  Reich allemand/ France
- Langue : français
- Format : noir et blanc - 35 mm - 1,37:1 - Mono
- Genre : Comédie
- Durée : 105 minutes
- Dates de sortie :
  - France : 13 septembre 1935

## Distribution
- Henri Garat : Jupiter/Amphitryon
- Armand Bernard : Mercure/Sosie
- Alfred Pasquali : le docteur
- Gaston Mauger : le ministre de guerre
- Jeanne Boitel : Alcmène
- Marguerite Moreno : Junon
- Florelle : Myrisimis
- Margo Lion : une amie d'Alcmène
- Marta Labarr : une amie d'Alcmène
- Marcelle Naury : une amie d'Alcmène
- Anny Ann : une amie d'Alcmène
- Rachel Devirys
- Agnès Capri
- Fernande Saala
- Nicole de Rouves

## Article annexe
- Liste des longs métrages allemands créés sous le nazisme